# Phoniscus
A Phoniscus az emlősök (Mammalia) osztályának a denevérek (Chiroptera) rendjéhez, ezen belül a kis denevérek (Microchiroptera) alrendjéhez és a simaorrú denevérek (Vespertilionidae) családjához tartozó nem.

## Rendszerezés
A nembe az alábbi 4 faj tartozik:
- Phoniscus aerosa - korábban Kerivoula aerosa
- Phoniscus atrox típusfaj - korábban Kerivoula atrox
- Phoniscus jagorii - korábban Kerivoula jagorii
- pápua lepkedenevér (Phoniscus papuensis) - korábban Kerivoula papuensis